# Teucholabis subfurva
Teucholabis subfurva är en tvåvingeart som beskrevs av Alexander 1966. Teucholabis subfurva ingår i släktet Teucholabis och familjen småharkrankar.
Artens utbredningsområde är Nicaragua. Inga underarter finns listade i Catalogue of Life.